# Cebrenninus annulatus
Cebrenninus annulatus là một loài nhện trong họ Thomisidae.
Loài này thuộc chi Cebrenninus. Cebrenninus annulatus được Tord Tamerlan Teodor Thorell miêu tả năm 1890.